# Allium jaxarticum
Allium jaxarticum är en amaryllisväxtart som beskrevs av Aleksei Ivanovich Vvedensky. Allium jaxarticum ingår i släktet lökar, och familjen amaryllisväxter. Inga underarter finns listade i Catalogue of Life.